# Det var en gång (fransk TV-serie)
Det var en gång (På franska: Il était une fois...) är en serie av franska animerade TV-serier skapade av Albert Barillé (1920–2009), producerade i syfte att kombinera underhållning och pedagogik. Tre av de sju delserierna av den har sänts i svensk TV i flera omgångar sedan 1978.

## Serier
- Det var en gång – tidernas äventyr, Il était une fois… l'homme (1978)
- Det var en gång – rymden, Il était une fois… l'Espace (1982)
- En cell-sam historia, Il était une fois... la vie (1987)
- Il était une fois... les Amériques (1991)
- Il était une fois... les Découvreurs (1994)
- Once Upon a Time... The Explorers (1996)
- Il était une fois... notre Terre (2008)